# Apollosoft
Apollosoft Co., Ltd. (Japans: 株式会社アポロソフト) is een Japans ontwikkelaar van videospellen, bekend van titels zoals Langrisser I & II, Destiny Connect: Tick-Tock Travelers, Ragnarok Tactics en Battle Princess of Arcadias. Het bedrijf is opgericht op 25 mei 2009 en is gevestigd in Gifu, Japan. Apollosoft richt zich op de planning, ontwikkeling en verkoop van spelsoftware voor thuisconsoles en mobiele applicaties.

## Games ontwikkeld door Apollosoft
- Queen's Blade White Triangle
- Langrisser I & II
- Destiny Connect
- Magia Connect
- Blue Roses: The Fairy and the Blue Eyed Warriors
- Ragnarok: The Princess of Light and Darkness
- Arcadias no Senki
- Guns N' Souls
- Bakumatsu ROCK
- Lost Crusade
- Tower of Dragon
- Hoshikui
- Super Robot Wars X-Ω (Cross Omega)
- Brave Pinball
- Ghost or Trick
- Goblin Slayer Another Adventurer: Nightmare Feast